# 허윤자
허윤자(1979년 4월 19일~)는 대한민국의 농구 지도자이다. 현재 한국여자프로농구 부천 하나원큐의 코치를 맡고 있다.

## 경력
2022년 4월 9일, 부천 하나원큐의 신임 코치로 선임되었다.